# Conus gradatus
Espèce
Conus gradatus est une espèce de mollusques gastéropodes marins de la famille des Conidae.
Comme toutes les espèces du genre Conus, ces escargots sont prédateurs et venimeux. Ils sont capables de « piquer » les humains et doivent donc être manipulés avec précaution, voire pas du tout.

## Description
La taille de la coquille varie entre 25 mm et 60 mm.

## Distribution
Cette espèce marine est présente dans le Golfe de Californie, de l'ouest du Mexique au Pérou.

## Taxonomie

### Publication originale
L'espèce Conus gradatus a été décrite pour la première fois en 1828 par le zoologiste et entomologiste anglais William Wood (d) (1774-1857).

### Synonymes
- Conus (Dauciconus) gradatus W. Wood, 1828 · appellation alternative
- Gradiconus gradatus (W. Wood, 1828) · non accepté

### Sous-espèces
- Conus gradatus thaanumi Schwengel, 1955, accepté en tant que Conus recurvus Broderip, 1833

## GenreConus

### Identifiants taxinomiques
Chaque taxon catalogué par les bases de données biologiques et taxonomiques possède un identifiant qui permet d'établir un point de référence. Les identifiants de Conus gradatus dans les principales bases sont les suivants :
BOLD : 650305 - CoL : XXHJ - GBIF : 5193150 - iNaturalist : 254779 - NCBI : 646054 - SeaLifeBase : 75351 - TAXREF : 6340 - WoRMS : 428141 - ZOBODAT : 120367